# Pyrgula behningi
Pyrgula behningi is een slakkensoort uit de familie van de Hydrobiidae. De wetenschappelijke naam van de soort is voor het eerst geldig gepubliceerd in 1968 door Logvinenko & Starobogatov.